# Beau Geste (pel·lícula de 1926)

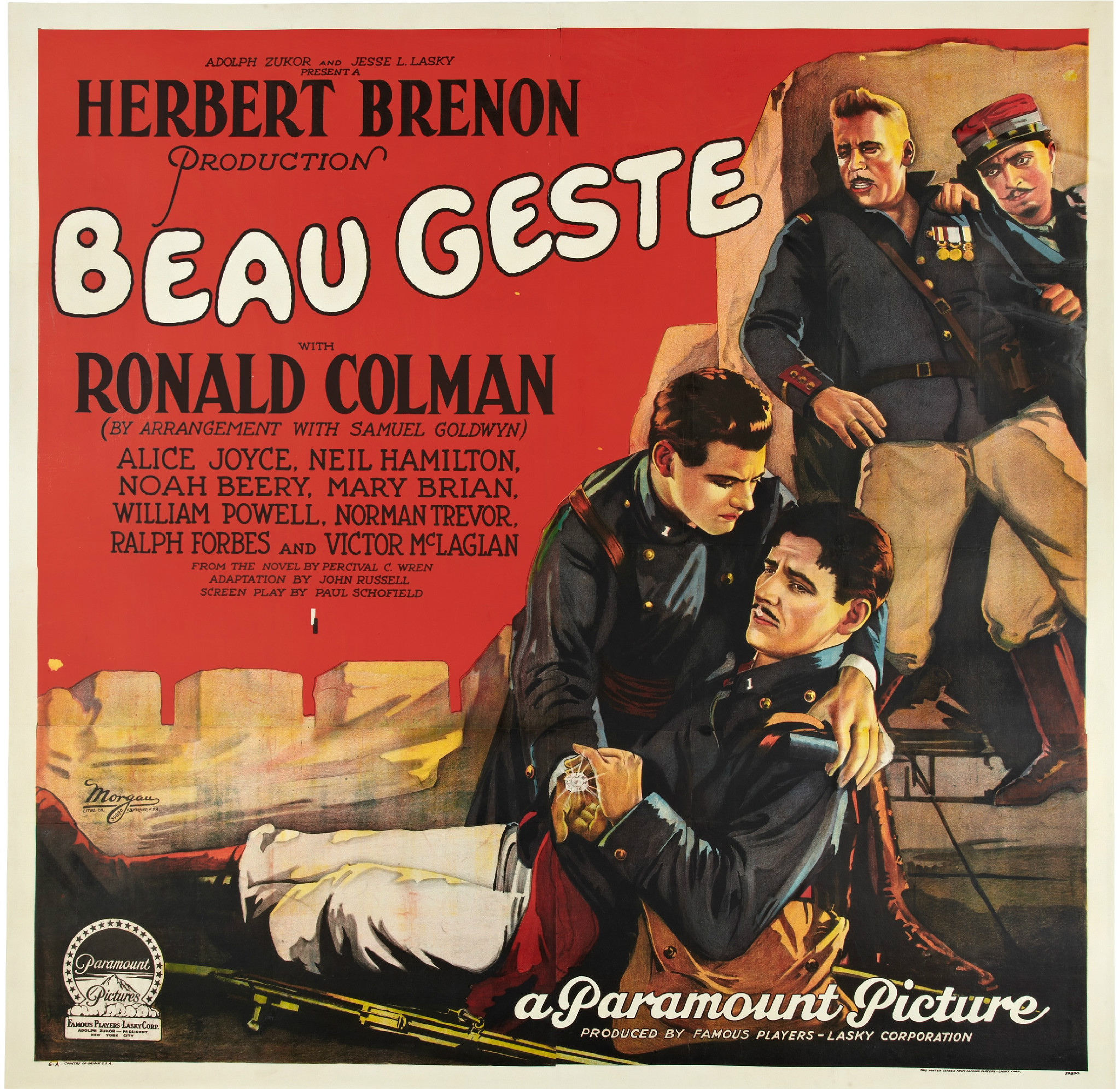
Pòster de la pel·lícula

Beau Geste és una pel·lícula muda de la Famous Players-Lasky Corporation dirigida per Herbert Brenon i protagonitzada per Ronald Colman. Basada en la novel·la homònima de P. C. Wren, la pel·lícula es va estrenar l'agost de 1926. En els anys 20, quan encara no havien aparegut els Oscar, la revista Photoplay va establir un premi a la millor pel·lícula de l'any. La medalla d'or a la millor pel·lícula de 1926 va correspondre a Beau Geste i fou un dels grans èxits de la productora d'aquell any.

## Argument
El major de Beaujolais lidera un batalló de la Legió Estrangera francesa a través del desert del Sàhara per alliberar el fort Zinderneuf que presumptament està assetjat pels àrabs. Quan arriba, no rep cap resposta dels legionaris de dins el fort, i només escolta un tret. S'adona que tots han mort. El trompeta es presenta voluntari per escalar la paret i obrir la porta, però després d'esperar 15 minuts, el major s'enfila darrere seu. Troba el comandant mort amb una nota a la mà adreçada al cap de policia de Scotland Yard en la que afirma que el que subscriu la nota és l'únic responsable del robatori del safir “Blue Water” a Lady Patricia Brandon. Poc després, desapareixen els cossos del comandant i l'home que hi havia al seu costat. Aleshores el fort és incendiat. El major envia dos nord-americans a buscar reforços.
A continuació, la pel·lícula retrocedeix quinze anys enrere a Kent, Anglaterra. Els tres joves germans Geste i una noia anomenada Isobel fan una batalla naval amb vaixells de joguina. Quan John Geste és disparat accidentalment a la cama, Michael "Beau" Geste extreu la bala i li diu a John que és digne del funeral d'un viking. Beau crema un vaixell, juntament amb un soldat de joguina i un "gos" (trencat un gerro). Beau fa prometre a Digby, el seu altre germà, que li farà un funeral viking si mor primer. Lady Patricia té cura dels Geste, els seus nebots orfes, mentre que Isobel és la neboda del seu marit. Els presenta a Rajah Ram Singh i a l'aleshores capità Henri de Beaujolais. Lady Patricia està en dificultats financeres; el seu marit que no viu amb ells s'ha endut tots els diners de la finca.
Quan els nens esdevenen adults, ella rep un telegrama que anuncia que el seu marit té la intenció de vendre la "Blue Water", una joia familiar. Algú apaga els llums i la roba. L'endemà al matí, Beau ha marxat deixant a Digby una nota que afirma que ell és el lladre. Digby fa el mateix escrivint a John que ell és el culpable. John li diu a Isobel que és ell qui va agafar la joia i també se'n va. John s'uneix a la Legió Estrangera i es retroba amb els seus germans. Boldini els escolta com fan bromes sobre la joia i aquella nit Boldini és atrapat intentant robar el cinturó de Beau. Boldini explica al sergent Lejaune que creu que Beau amaga la joia al seu cinturó. Lejaune assigna John i els seus amics nord-americans Hank i Buddy a Beaujolais, mentre ell, Beau i Digby s'uneixen a un destacament, comandat pel tinent Maurel, que marxa cap al fort Zinderneuf.
Després de la mort de Maurel, Lejaune assumeix el comandament del fort. Després de quinze dies en els que Lejaune es comporta amb molta crueltat, alguns dels homes planegen amotinar-se. Beau, John i tres més es mantenen fidels. Boldini explica a Beau i John que Lejaune està assabentat del motí i planeja que els homes es matin entre ells, de manera que no hi haurà testimonis quan al final es quedi amb la joia. Lejaune dona armes els lleials i després exigeix a Beau que li doni la joia per a la seva "custòdia", cosa que ell rebutja. Lejaune captura els amotinats però un atac àrab l'obliga a alliberar-los i armar-los.
A causa de l'atac, al final només queden vius Lejaune, Beau i John. Aleshores, Beau és aparentment mort i John veu que Lejaune rebusca en el cos de Beau. Aleshores agafa la baioneta però Lejaune treu la pistola i es disposa a matar-lo. En aquell moment, Beau, que està molt malferit, agafa la cama de Lejaune cosa que permet a John apunyalar-lo. Abans de morir, Beau demana a John que deserti i lliuri una carta a la seva tia. Quan John veu la força de socors, dispara un sol tret i després se'n va. Digby és el trompeta que s'enfila i troba a Beau. Recordant la promesa de la seva infància, dona al seu germà un funeral viking, amb un gos (Lejaune) als seus peus. Després deserta i es troba amb John. Es topen amb Hank i Buddy. Cinc dies després, estan perduts, amb poca aigua i només els queda un camell. Digby deixa una carta per a John mentre dorm, en la que li diu que un camell pot portar tres homes però no quatre, i marxa.
John aconsegueix tornar a casa amb el seu amor Isobel i lliura la carta de Beau a Lady Patricia. Ella la llegeix en veu alta. Beau explica com va veure com Lady Patricia venia la Blue Water a Ram Singh canviant-la per una imitació i que per protegir l'honor de Lady Patricia va robar la imitació.

## Repartiment
- Ronald Colman (Michael "Beau" Geste)
- Neil Hamilton (Digby Geste)
- Ralph Forbes (John Geste)
- Alice Joyce (Lady Patricia Brandon)
- Mary Brian (Isobel)
- Noah Beery (sergent Lejaune)
- Norman Trevor (major de Beaujolais)
- William Powell (Boldini)
- George Regas (Maris)
- Bernard Siegel (Schwartz)
- Victor McLaglen (Hank)
- Donald Stuart (Buddy)
- Paul McAllister (St. Andre)
- Redmond Finlay (Cordere)
- Boghwan Singh (prínce Ram Singh)
- Maurice Murphy (jove Beau Geste)
- Philippe de Lacy (jove Digby Geste)
- Mickey McBan (jove John Geste)
- Betsy Ann Hisle [jove Isobel)